# Lars Godtfredsen
Peter Lars Gerhardt Godtfredsen (* 11. Oktober 1933 in Narsaq; † 13. Januar 2018) war ein grönländischer Politiker (Atassut).

## Leben
Lars Godtfredsen war der Sohn des Jägers Andreas Kanuthus Jakob Haggæus Gotfredsen (1891–?) und seiner Frau Salome Bolette Kirstine Ane Marie Petrussen (1894–?). Er war Restaurantbesitzer aus Narsaq, saß mehrere Jahre im Gewerkschaftsvorstand von Grønlands Arbejder Sammenslutning und war dort Lokalvorsitzender.
Er kandidierte bei der Landesratswahl 1967, unterlag aber Erik Egede. Bei der Landesratswahl 1971 kandidierte er nicht selbst, sondern nur als Erster Stellvertreter für Johan Knudsen. Johan Knudsen kam 1973 zusammen mit seinem Kollegen Jørgen Poulsen beim Absturz der Sikorsky S-61N OY-HAI ums Leben, sodass Lars Godtfredsen gemeinsam mit Hendrik Nielsen 1974 in den Landesrat nachrückten. Bei der Landesratswahl 1975 trat er wieder selbst an und wurde für weitere vier Jahre gewählt.
Anschließend kandidierte er bei der Parlamentswahl 1979 und wurde für die Atassut ins neugebildete Inatsisartut gewählt. 1981 trat er aus persönlichen Gründen zurück und wurde durch Agnethe Nielsen ersetzt, die so die erste Frau im Inatsisartut wurde. Bei der Parlamentswahl 1983 kandidierte er nur noch als Erster Stellvertreter für Torben Emil Lynge. Bei der Wahl 1987 kandidierte er wieder selbst, wurde aber nicht gewählt. 1991 war er wieder nur Torben Emil Lynges Stellvertreter. Anschließend verließ er die Atassut und kandidierte für die Akulliit Partiiat bei der Parlamentswahl 1995, wurde aber nicht gewählt. Anschließend trat er nicht mehr bei Wahlen an.
Lars Godtfredsen starb Anfang 2018 im Alter von 84 Jahren.